# Toby Dammit
 (février 2023).
Si vous disposez d'ouvrages ou d'articles de référence ou si vous connaissez des sites web de qualité traitant du thème abordé ici, merci de compléter l'article en donnant les références utiles à sa vérifiabilité et en les liant à la section « Notes et références ».
Toby Dammit! (né Larry Mullins, le 13 décembre 1966 à Knoxville, Tennessee), est un percussionniste et compositeur américain. Il a enregistré son premier album en 1990 produit par Lou Adler (Rocky Horror Picture Show, Cheech & Chong, The Mamas & the Papas) avec un groupe nommé The Ringling Sisters. Il est plus connu pour sa collaboration avec Iggy Pop de 1990 à 1999 à la fois comme batteur et assistant. Il a enregistré trois albums avec Iggy Pop : American Caesar, Naughty Little Doggie et Avenue B, et est apparu sur les enregistrements de La Fin de Freddy : L'Ultime Cauchemar, Fast Track to Nowhere, The Crow, la cité des anges, Coffee and Cigarettes, Monster Men - Space Goofs et la musique du film de Johnny Depp The Brave, avec Marlon Brando. Il a fait plus de 700 concerts avec Iggy Pop, dont les DVD live Kiss My Blood enregistré à l'Olympia à Paris en 1991.
Il a aussi joué avec les Swans en 1995 et a continué à collaborer avec Michael Gira jusqu'à sa transition avec The Angels of Light, réalisant dix enregistrements ensemble. À la fin des années 2000, il s'est fait remarquer en accompagnant à la batterie la chanteuse californienne Jessie Evans.
Il a collaboré à plusieurs albums du groupe américain The Residents, ainsi qu'à plusieurs de leurs tournées en tant que batteur et percussionniste (voir son site officiel).
Il a travaillé comme conseiller musical et compositeur pour des films comme Rock Academy, The Legend of Apple Jack, Monsieur N., Scott Walker: 30 Century Man, Eierdiebe et Dead Dogs Lie. De 1980 à 1982, il a écrit des paroles pour le musicien canadien Nash the Slash.
En 2000, il lance le label Hit Thing Records basé à Hambourg, spécialisé dans les rééditions rares de  Yello, Die Haut, The Bad Seeds & Nick Cave, et Luther Hawkins, Liaisons Dangereuses et Georges Montalba, ainsi que ses propres collaborations avec Thomas Wydler du groupe Nick Cave & The Bad Seeds en solo.
Toby Dammit a travaillé avec de nombreux artistes : The Living Things (Missouri), Bertrand Burgalat, Zaz, Keren Ann, A.S Dragon, Paul Personne, Marie Modiano et Raphaël ou d'autres pays Ely Guerra (Mexique), Stephan Eicher (Suisse), Rufus Wainwright (Montréal, Canada) Cano Caoli (Japon) - Peter von Poehl (Suède), Mark Eitzel (Californie),  Arno (Belgique), Jesse Malin (New York), April March (Californie), Chuck E. Weiss (Californie), Anna Clementi (Italie), Katharina Franck (Allemagne), Bee and Flower (New York), , James Eleganz (France).